# 李卓彬
李卓彬（1961年6月—），男，汉族，广东普宁人，中华人民共和国政治人物，曾任中国致公党中央委员会专职副主席，中华海外联谊会副会长，广州市人民政府副市长，全国政协委员。

## 生平
2008年，当选第十一届全国政协常务委员，代表中国致公党，分入第十一组。并担任港澳台侨委员会专委。2018年1月，当选第十三届全国政协委员。